# Erich Stehn
Erich Stehn (* 22. Juni 1920 in Bühnsdorf; † 21. Januar 1986 in Altengörs) war ein deutscher Politiker (CDU).
Stehn besuchte die Volksschule und die Oberrealschule und erreichte die Obersekundareife. Nach einer Landwirtschaftlichen Ausbildung und dem Besuch einer Fachschule wurde er Landwirt auf einem anerkannten Saatbaubetrieb. 1951 wurde er Bürgermeister der Gemeinde Altengörs.
Stehn war Mitglied des CDU-Kreisvorstandes Segeberg und des CDU-Landesausschusses, Mitglied des landwirtschaftlichen Ausschusses im Kreis Segeberg, Vorsitzender der Tiefgefriergenossenschaft Altengörs, Vorsitzender des Verbandes schleswig-holsteinischer Landgemeinden im Kreisverband Segeberg, Mitglied des Verwaltungs-Ausschusses beim Arbeitsamt Neumünster, Amtsfeuerwehrführer im Amt Traventhal, 2. Vorsitzender des Heimatvereins für den Kreis Segeberg und von 1958 bis 1962 Mitglied des Landtags Schleswig-Holstein.